# Gosberto I del Maine
Gosberto, in francese Gauzbert (seconda metà dell'VIII secolo – 853 circa), fu il secondo conte del Maine della famiglia dei Rorgonidi.

## Origine
Era figlio secondogenito del conte di Le Mans, Goslino I, della famiglia dei Rorgonidi e di Adeltrude di cui non si conoscono gli ascendenti.

## Biografia
Gosberto, molto probabilmente, visse alla corte dell'imperatore Carlo Magno come il fratello, Rorgone.
Comunque Gosberto viene citato in un documento del fratello, il conte Rorgone I, del 1º marzo 839, che lo cita come suo fratello, con il padre, Goslino, la madre, Adeltrude, ed il proprio figlio, Goslino: «"genitor meus Gauzlinus et mater mea Adeltrudis, germanus noster Gausbertus…filium nostrum Gauslinum"».
Poco tempo dopo questa testimonianza, però il fratello morì e dato che i figli erano ancora giovani, Gosberto assunse il potere, soprattutto per difendere la contea contro i Vichinghi.
Oltre agli attacchi vichinghi, la contea, in quegli anni si trovò in una situazione molto turbolenta, perché Pipino II, il figlio del defunto re di Aquitania, Pipino I, ne reclamava il possesso sostenuto dai feudatari aquitani, mentre il re dei Bretoni, Nominoë, rifiutando di riconoscere l'autorità del re dei Franchi occidentali, Carlo il Calvo, di fatto iniziò una guerra di conquista verso il Maine.
Infatti dopo la sconfitta subita da Carlo il Calvo a Ballon, vicino a Redon, nell'845, oltre a riconoscere l'indipendenza della Bretagna, fu costretto a riconoscere la contea del Maine all'alleato di Nominoe, il conte di Nantes, Lamberto II, che, riappacificatosi col re, Carlo il Calvo, rientrato nel suo feudo di Nantes, entrò in conflitto con Gosberto.
Il Maine venne ancora attaccato dai Bretoni, che nell'851, saccheggiando e devastando, arrivarono sino alle porte di Le Mans, dove si fermarono per l'improvvisa morte di Nominoe.
Carlo il Calvo attaccò allora la Bretagna, ma il figlio di Nominoe, Erispoë riuscì a contenere il suo attacco ottenendo il titolo di re e un ampliamento del suo regno con i distretti di Nantes, Retz e Rennes.
La guerra tra il conte di Nantes, Lamberto II e Gosberto continuò e, secondo Ademaro di Chabannes ed il Chronicon Sancti Maxentii Pictavensis, nell'852, Gosberto ebbe la meglio sul suo rivale uccidendolo, ma sempre secondo Ademaro ed il Chronicon Sancti Maxentii Pictavensis, non molto tempo dopo, Gosberto, in un altro scontro con le truppe della contea di Nantes, fu circondato ed ucciso. Invece secondo il Fragmentum Chronicorum Fontanellensis, Gosberto aveva trovato la morte, nell'851, quando Carlo il Calvo aveva attaccato la Bretagna. Infine un'ultima versione narra che Carlo il Calvo accusò Gosberto di tradimento e, nell'853, lo fece giustiziare.
Dato che Gosberto non aveva discendenti, gli successe, il nipote, Rorgone II, figlio di suo fratello, Rorgone I.

## Discendenza
Non si ha alcuna notizia di eventuali mogli e figli di Gosberto, e nemmeno di eventuali figli illegittimi.

### Fonti primarie
- (LA)  Monumenta Germaniae Historica, tomus II.
- (LA)  Chronicon Sancti Maxentii Pictavensis.
- (LA)  Ademarus Engolismensis, Historiarum Libri Tres.

### Letteratura storiografica
- René Poupardin, I regni carolingi (840-918), cap. XIX, vol. II (L'espansione islamica e la nascita dell'Europa feudale) della Storia del Mondo Medievale, pp. 582–634.